# Detour (film, 2016)
Pour les articles homonymes, voir Détour.
Pour plus de détails, voir Fiche technique et Distribution.
Detour est un film dramatique américain réalisé par Christopher Smith, sorti en 2016.

## Synopsis
Harper (Tye Sheridan), un étudiant en droit à Los Angeles, mène une vie tranquille jusqu'au jour où sa mère, victime d'un grave accident de voiture, se retrouve dans un état végétatif. Convaincu que son beau-père, Vincent (interprété par Stephen Moyer), est responsable de cet accident, Harper décide de prendre les choses en main. Avec l’aide de Johnny (Emory Cohen), un jeune homme sans scrupules, et Cherry (Bel Powley), une stripteaseuse au passé trouble, Harper échafaude un plan pour assassiner Vincent.

## Fiche technique
- Titre original : Detour
- Réalisation : Christopher Smith
- Scénariste : Christopher Smith
- Musique :
- Directeur de la photographie :
- Monteur :
- Production :
- Distribution :
- Durée : 90 minutes
- Année de sortie : 2016
- Pays d'origine : États-Unis
- Langue originale : Anglais
- Genre : Film dramatique
- Format : Couleur, 16:9
- Public : R (Interdit aux moins de 17 ans non accompagnés aux États-Unis)
- Budget : Non précisé

## Distribution
- Tye Sheridan (VF : Bruno Meyere) : Harper
- Emory Cohen (VF : Cédric Dumond) : Johnny Ray
- Stephen Moyer (VF : Pierre Tessier) : Vincent
- Bel Powley (VF : Céline Melloul) : Cherry
- Gbenga Akinnagbe (VF : Frantz Confiac) : Michael
- John Lynch (VF : Serge Biavan) : Frank
- Jared Abrahamson (VF : Adrien Larmande) : Paul